# Chichi-jima
Chichi-jima (en japonés: 父島, Isla Padre), antes Isla Peel y en el siglo XIX conocida por los ingleses como parte de las Islas Bonin, es la isla más grande del archipiélago de Ogasawara. Chichi-jima está a aproximadamente a 150 millas (241,4 km) al norte de Iwo Jima. La isla está dentro de los límites políticos de la ciudad de Ogasawara, en la subprefectura de Ogasawara, Tokio, Japón.

## Historia
El primer contacto de europeos con las Islas Bonin se dice tuvo lugar en 1543, por el explorador español Bernardo de la Torre.
Las excavaciones arqueológicas demuestran que en la isla vivieron micronesios en un pasado, aunque no se conocen aún los detalles. El shogunato Tokugawa envió una expedición en 1675 e hizo un mapa de la isla, sin embargo se mantuvo deshabitada hasta mayo de 1830.
El primer asentamiento en la isla fue establecido en la fecha indicada, en el mes de mayo de 1830, por un estadounidense de treinta y seis años, nativo de Massachusetts, Nathaniel Savory, junto con veintidós hombres y mujeres de etnia austronesia (nativos hawaianos) de Pearl Harbor. Los descendientes de Nathaniel siguen viviendo en la isla hasta nuestros días.
El 17 de enero de 1862, un buque del Shogunato Tokugawa entró en el puerto de Chichi-jima y proclamó oficialmente la soberanía de las Islas Ogasawara. Los inmigrantes japoneses fueron introducidos de Hachijojima bajo la dirección del shogunato Tokugawa. A cuarenta miembros de la colonia Savory se les permitió permanecer en la isla.

## Clima
| Parámetros climáticos promedio de Chichi-jima, Tokio, Japón | Parámetros climáticos promedio de Chichi-jima, Tokio, Japón | Parámetros climáticos promedio de Chichi-jima, Tokio, Japón | Parámetros climáticos promedio de Chichi-jima, Tokio, Japón | Parámetros climáticos promedio de Chichi-jima, Tokio, Japón | Parámetros climáticos promedio de Chichi-jima, Tokio, Japón | Parámetros climáticos promedio de Chichi-jima, Tokio, Japón | Parámetros climáticos promedio de Chichi-jima, Tokio, Japón | Parámetros climáticos promedio de Chichi-jima, Tokio, Japón | Parámetros climáticos promedio de Chichi-jima, Tokio, Japón | Parámetros climáticos promedio de Chichi-jima, Tokio, Japón | Parámetros climáticos promedio de Chichi-jima, Tokio, Japón | Parámetros climáticos promedio de Chichi-jima, Tokio, Japón | Parámetros climáticos promedio de Chichi-jima, Tokio, Japón |
| Mes                                                         | Ene.                                                        | Feb.                                                        | Mar.                                                        | Abr.                                                        | May.                                                        | Jun.                                                        | Jul.                                                        | Ago.                                                        | Sep.                                                        | Oct.                                                        | Nov.                                                        | Dic.                                                        | Anual                                                       |
| ----------------------------------------------------------- | ----------------------------------------------------------- | ----------------------------------------------------------- | ----------------------------------------------------------- | ----------------------------------------------------------- | ----------------------------------------------------------- | ----------------------------------------------------------- | ----------------------------------------------------------- | ----------------------------------------------------------- | ----------------------------------------------------------- | ----------------------------------------------------------- | ----------------------------------------------------------- | ----------------------------------------------------------- | ----------------------------------------------------------- |
| Temp. máx. abs. (°C)                                        | 26.1                                                        | 25.4                                                        | 26.7                                                        | 28.4                                                        | 30.1                                                        | 33.0                                                        | 34.1                                                        | 33.7                                                        | 33.1                                                        | 32.1                                                        | 30.2                                                        | 27.5                                                        | 34.1                                                        |
| Temp. máx. media (°C)                                       | 20.7                                                        | 20.5                                                        | 21.7                                                        | 23.4                                                        | 25.6                                                        | 28.5                                                        | 30.4                                                        | 30.3                                                        | 29.9                                                        | 28.6                                                        | 25.9                                                        | 22.7                                                        | 25.7                                                        |
| Temp. media (°C)                                            | 18.5                                                        | 18.1                                                        | 19.3                                                        | 21.1                                                        | 23.4                                                        | 26.2                                                        | 27.7                                                        | 28.0                                                        | 27.7                                                        | 26.4                                                        | 23.8                                                        | 20.6                                                        | 23.4                                                        |
| Temp. mín. media (°C)                                       | 15.8                                                        | 15.4                                                        | 16.8                                                        | 18.8                                                        | 21.4                                                        | 24.4                                                        | 25.6                                                        | 26.1                                                        | 25.7                                                        | 24.4                                                        | 21.6                                                        | 18.2                                                        | 21.2                                                        |
| Temp. mín. abs. (°C)                                        | 8.9                                                         | 7.8                                                         | 9.2                                                         | 10.7                                                        | 13.9                                                        | 17.7                                                        | 20.8                                                        | 22.2                                                        | 19.6                                                        | 17.2                                                        | 13.2                                                        | 10.8                                                        | 7.8                                                         |
| Precipitación total (mm)                                    | 63.6                                                        | 51.6                                                        | 75.8                                                        | 113.3                                                       | 151.9                                                       | 111.8                                                       | 79.5                                                        | 123.3                                                       | 144.2                                                       | 141.7                                                       | 136.1                                                       | 103.3                                                       | 1296.1                                                      |
| Días de lluvias (≥ 1 mm)                                    | 10.9                                                        | 8.8                                                         | 9.4                                                         | 9.1                                                         | 10.0                                                        | 10.5                                                        | 11.7                                                        | 12.1                                                        | 11.5                                                        | 10.1                                                        | 9.8                                                         | 10.4                                                        | 124.3                                                       |
| Horas de sol                                                | 131.3                                                       | 138.3                                                       | 159.2                                                       | 148.3                                                       | 151.8                                                       | 205.6                                                       | 246.8                                                       | 213.7                                                       | 197.7                                                       | 173.2                                                       | 139.1                                                       | 125.3                                                       | 2030.3                                                      |
| Humedad relativa (%)                                        | 66                                                          | 68                                                          | 72                                                          | 79                                                          | 84                                                          | 86                                                          | 82                                                          | 82                                                          | 82                                                          | 81                                                          | 76                                                          | 70                                                          | 78                                                          |
| Fuente:                                                     |                                                             |                                                             |                                                             |                                                             |                                                             |                                                             |                                                             |                                                             |                                                             |                                                             |                                                             |                                                             |                                                             |